# Píñar
Píñar è un comune spagnolo di 1 337 abitanti situato nella provincia di Granada.